# وایلدوود (فیلم)
وایلدوود (به انگلیسی: Wildwood) یک فیلم پویانمایی استاپ‌موشن آمریکایی در ژانر ماجراجویی، فانتزی سیاه و وحشت به کارگردانی تراویس نایت و نویسندگی کریس باتلر است که بر اساس رمانی به همین نام اثر کالین ملوی از گروه دیسمبریستس، و تصویرگری همسرش کارسون الیس ساخته شده‌است. این انیمیشن توسط لایکا تولید شده که ششمین پویانمایی استاپ‌موشن خود را می‌سازد. در این فیلم پیتون الیزابت لی، جیکوب ترمبلی، کری مولیگان، ماهرشالا علی، آکوافینا، آنجلا باست، جیک جانسون، چارلی دی، آماندلا استنبرگ، جامین کلمنت، مایا ارسکین، تانتو کاردینال، تام ویتس و ریچارد ئی. گرانت صداپیشگی می‌کنند. خلاصه داستان پرو مک‌کیل و کرتیس ملبرگ را دنبال می‌کند که تلاش می‌کنند مک را که توسط کلاغ‌هایی به رهبری الکساندرا ربوده شده، نجات دهند، در حالی که به جنگلی جادویی مخفی کشیده می‌شوند.
توسعه فیلم از سپتامبر ۲۰۱۱، چند هفته پس از انتشار رمان، آغاز شد. زمانی که لایکا اعلام کرد قصد دارد  وایلدوود را به عنوان یک انیمیشن بلند استاپ‌موشن اقتباس کند. اما با وجود اینکه پیش‌پرده کتاب ساخته شده بود، پروژه‌ی این فیلم بلند، به خاطر ماهیت پر زحمت آن، هنوز به طور رسمی اعلام نشده بود. تولید فیلم به‌طور رسمی در سپتامبر ۲۰۲۱ توسط لایکا به کارگردانی تراویس نایت و تهیه‌کنندگی مشترک آریان ساتنر و تراویس نایت و نویسندگی فیلمنامه‌ی کریس باتلر تایید شد. بسیاری از صداپیشگان فیلم در اوت ۲۰۲۲ قرارداد خود را امضا کردند. تولید این فیلم در استودیو لایکا در خارج از پورتلند، اورگن، انجام شد. و کلب دشانل به عنوان فیلم‌بردار در این پروژه حضور داشت.
این فیلم قرار است در سال ۲۰۲۵ اکران شود.

## زمینه داستان
پرو مک کیل پس از ربوده شدن برادرش توسط کلاغ‌ها همراه با بهترین دوستش کرتیس به جنگلی مخفی و جادویی کشانده می‌شوند.

## صداپیشگان
- پیتون الیزابت لی در نقش پرو مک کیل
- جیکوب ترمبلی در نقش کرتیس مهلبرگ
- کری مولیگان در نقش الکساندرا
- ماهرشالا علی در نقش برندن
- آکوافینا
- آنجلا باست
- جیک جانسون
- چارلی دی
- آماندلا استنبرگ
- جامین کلمنت
- تام ویتس
- مایا ارسکین
- تانتو کاردینال
- ریچارد ئی. گرانت

## تولید

### توسعه
در سپتامبر ۲۰۱۱، چند هفته پس از انتشار این رمان، لایکا، استودیوی انیمیشن مستقر در اورگن، وایلدوود را برای یک فیلم بلند انیمیشن استاپ‌موشن انتخاب کرد و پیش‌پرده کتاب را تهیه کرد. هیچ پیشرفت دیگری در مورد این فیلم اعلام نشد تا اینکه در سپتامبر ۲۰۲۱، لایکا اعلام کرد که فیلم بعدی آنها وایلدوود با کارگردانی تراویس نایت، تهیه‌کنندگی آریان ساتنر و فیلمنامه اثر کریس باتلر خواهد بود.

### انتخاب صداپیشه
در اوت ۲۰۲۲ اعلام شد که یک گروه برجسته از صداپیشگان به این فیلم پیوسته‌اند که شامل  کری مولیگان، ماهرشالا علی، پیتون الیزابت لی، جیکوب ترمبلی، آکوافینا، آنجلا باست، جیک جانسون، چارلی دی، آماندلا استنبرگ، جامین کلمنت، مایا ارسکین، تانتو کاردینال، تام ویتس و ریچارد ئی. گرانت می‌شوند. اندکی بعد، تصویر اولین نگاه فیلم انتشار یافت.

### فیلمبرداری
تولید این فیلم در سپتامبر ۲۰۲۱ آغاز شد و کالب دشانل به عنوان فیلم‌بردار مشغول به کار بود. تولید انیمیشن استاپ‌موشن در استودیوی تأسیسات لایکا در خارج از پورتلند، اورگن، اولین فیلمی که در زادگاهش اتفاق می‌افتد، انجام شد.

### موسیقی
در ۲۴ می ۲۰۲۲، داریو ماریانلی برای آهنگسازی موسیقی فیلم اعلام شد. او با نایت در چهارمین همکاری و سومین همکاری اش با لایکا، پس از غول‌های پاکتی، کوبو و دو تار و بامبلبی دوباره همکاری می‌کند.

## انتشار
این فیلم قرار است در سال ۲۰۲۵ اکران شود.